# مارتونیک قاهرامانیان
مارتونیک بوغوسی قاهرامانیان (ارمنی: Մարտունիկ Պողոսի Ղահրամանյան؛ زادهٔ ۱ مارس ۱۹۳۹) یک  سیاستمدار اهل ارمنستان است که از تاریخ ۱۹۹۰ تا تاریخ ۱۹۹۵ سمت نمایندگی دوره اول شورای عالی جمهوری ارمنستان را برعهده داشت.

## زندگی‌نامه
در 	۱ مارس ۱۹۳۹ در ارمنستان به دنیا آمد . 